# 卡利耶尔角博物馆
卡利耶尔角博物館（法語：Musée Pointe-à-Callière，發音：[myze pwɛ̃t a kaljɛʁ]）是一所位于加拿大魁北克省滿地可舊城的歷史博物館。博物館的藏品主要為滿地可地區及區內原住民的文物，用以研究及講解區內不同民族之間的歷史，以及互相之間如可共處，多年來法、英兩國之間的紛爭，及其如何影響區內文化等等。卡利耶尔角博物館於一九九八年起成為加拿大國立歷史重要遺址之一。

## 历史
它成立于1992年，作为庆祝蒙特利尔建城350周年的一部分。卡利耶尔角已于1998年列为加拿大国家历史遗址。
博物馆每年接待超过35万名访客。自1992年开馆以来，总计已有450万人进入博物馆。该馆已获得50多项全国和国际大奖。

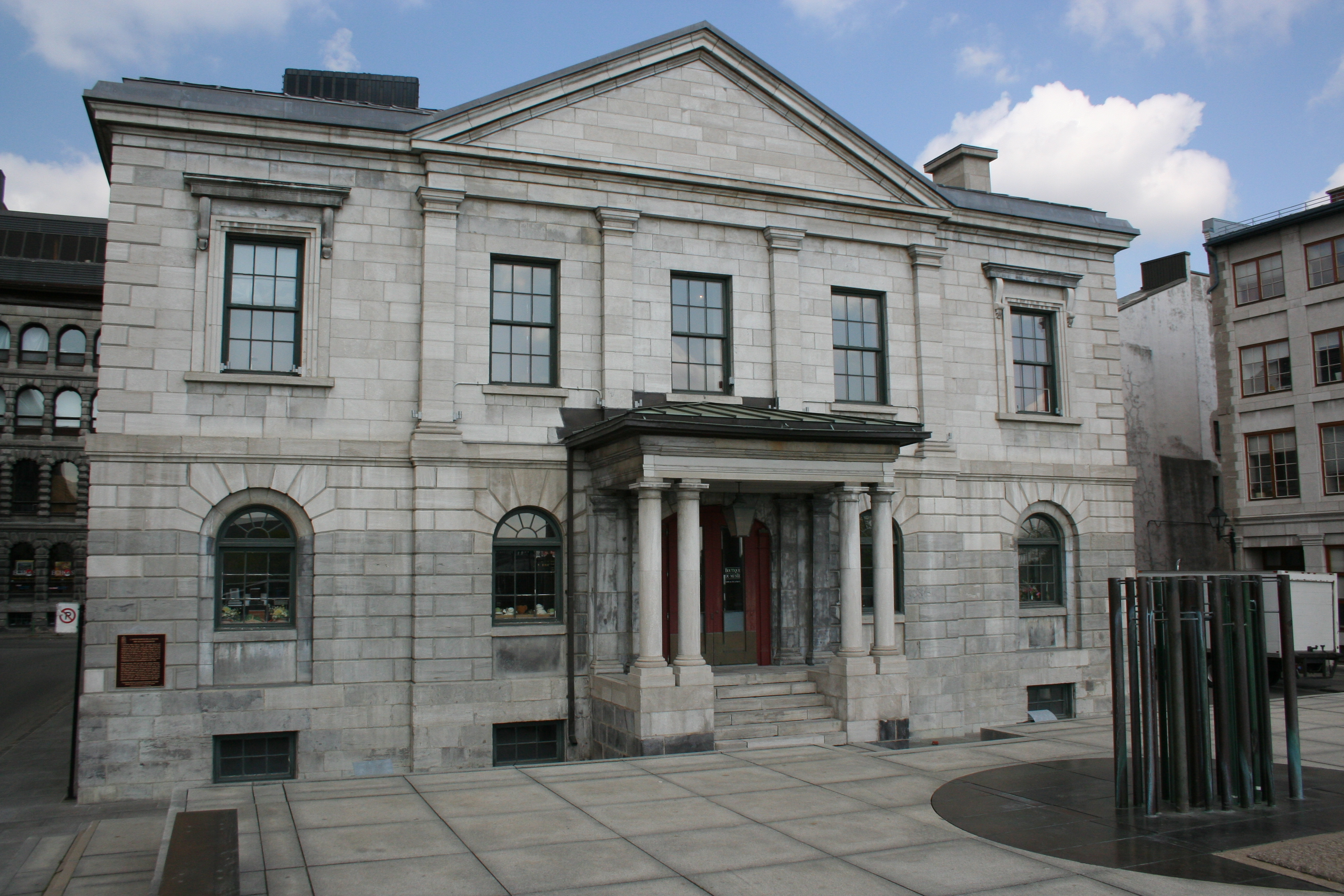

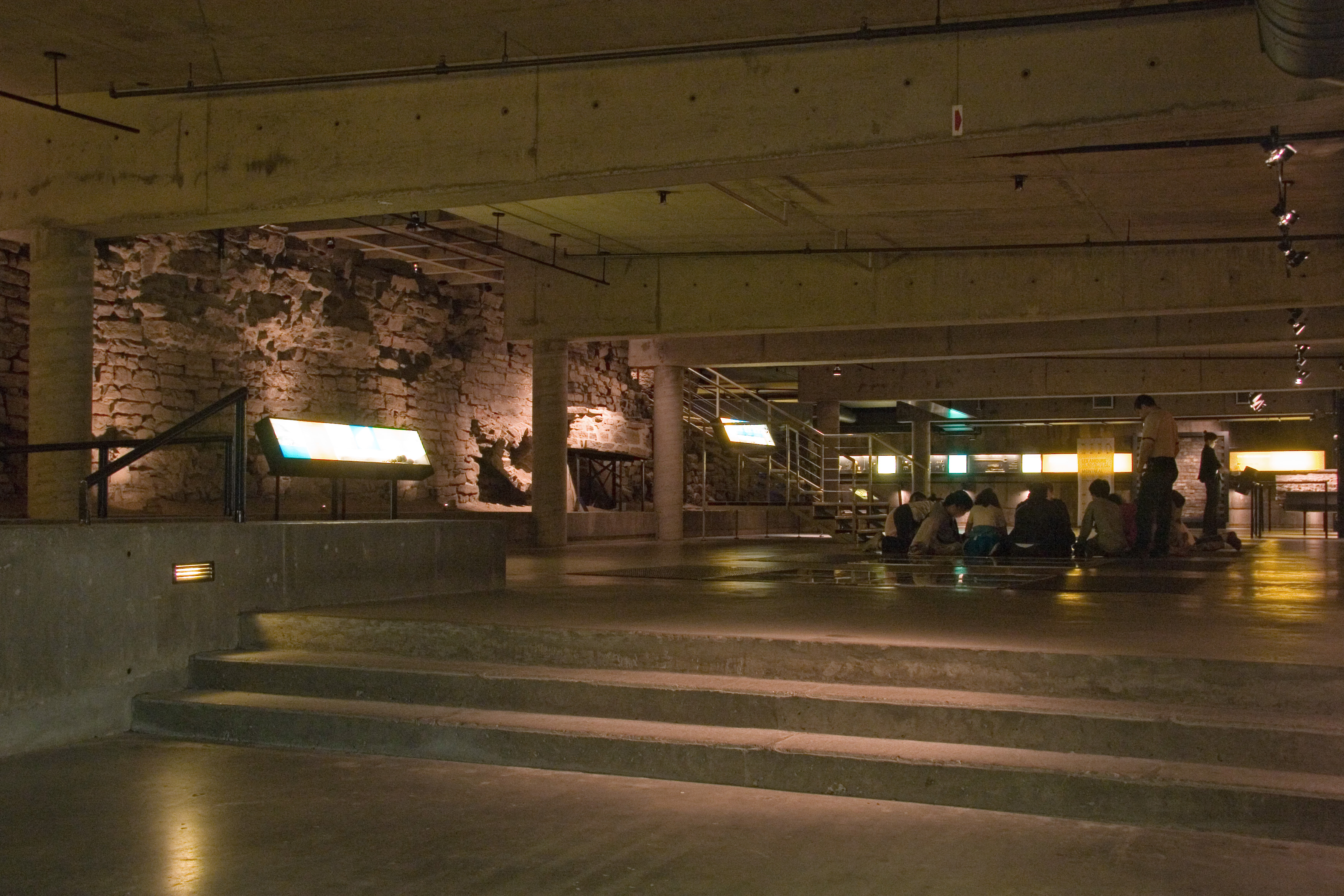